# Yehuda Gerami
Yehuda Gerami, född 1983 eller 1984 i Teheran, är Irans överrabbin och har varit andlig ledare för Irans judiska samfund sedan 2011.

## Biografi
Gerami föddes i Teheran. Hans far, Shlomo Gerami, var kirurg vid flera sjukhus i Teheran, däribland Dr. Sapir-sjukhuset, som är ett judiskt sjukhus. Talmud Torah-skola. Vid 15 års ålder reste han via Turkiet till Jerusalem för att studera vid Yeshivas Ateres Yisrael, under under ledning av Rav Boruch Mordechai Ezrachi. Därefter återvände han till Iran under ett år, innan han fortsatte sina judiska studier vid Yeshivas Ner Israel i Baltimore, Maryland  – en institution som har ett regeringsgodkänt samarbete med Iran. 
Han fortsatte sina studier i USA tills han vid 25 års ålder fick sin rabbinska ordination under Rav Moshe Heinemann. Därefter återvände han till Iran och tillträdde som överrabbin. I denna roll ansvarar han för att leda den judiska gemenskapen och övervakar synagogor, mikvor och kosher slakt. År 2021 deltog Gerami i det första toppmötet för Alliance of Rabbis in Islamic States, som hölls i Istanbul, Turkiet.
I november 2021 besökte Gerami judiska församlingar i USA och träffade flera judiska organisationer, däribland Chabad Lubavitch . Han kritiserades av många amerikansk-judiska ledare för sina offentliga fördömanden av staten Israel och sionismen, samt för sitt besök i Qasem Soleimanis hem efter dennes död.   När han talade inför en amerikansk publik har Gerami försvarat sina uttalanden med att de gjordes av omsorg för den judiska gemenskapens säkerhet i Iran. 